# Ljudmila Arzjannikova
Ljudmila Arzjannikova, född den 15 mars 1958 i Kamjanske i Dnipropetrovsk oblast, är en nederländsk bågskytt som tävlande för Sovjetunionen i olympiska sommarspelen 1988, OSS 1992 och Nederländerna 1996. Arzjannikova tog brons i bågskytte vid olympiska sommarspelen 1992 i Barcelona.